# PythonCard
PythonCard é um ambiente de desenvolvimento integrado (IDE) para o desenvolvimento de GUI (interfaces gráficas) de aplicativos para várias plataformas, como Windows, MacOS e Linux. De código aberto, é baseado em wxPython, com editor e RAD.
Permite a criação de interfaces gráficas (GUI) e criação de código, além de contar com vários programas de exemplo (como jogos, gráficos, entre outros).